# 艾特拉赫河
48°54′16″N 12°38′41″E / 48.90444°N 12.64472°E

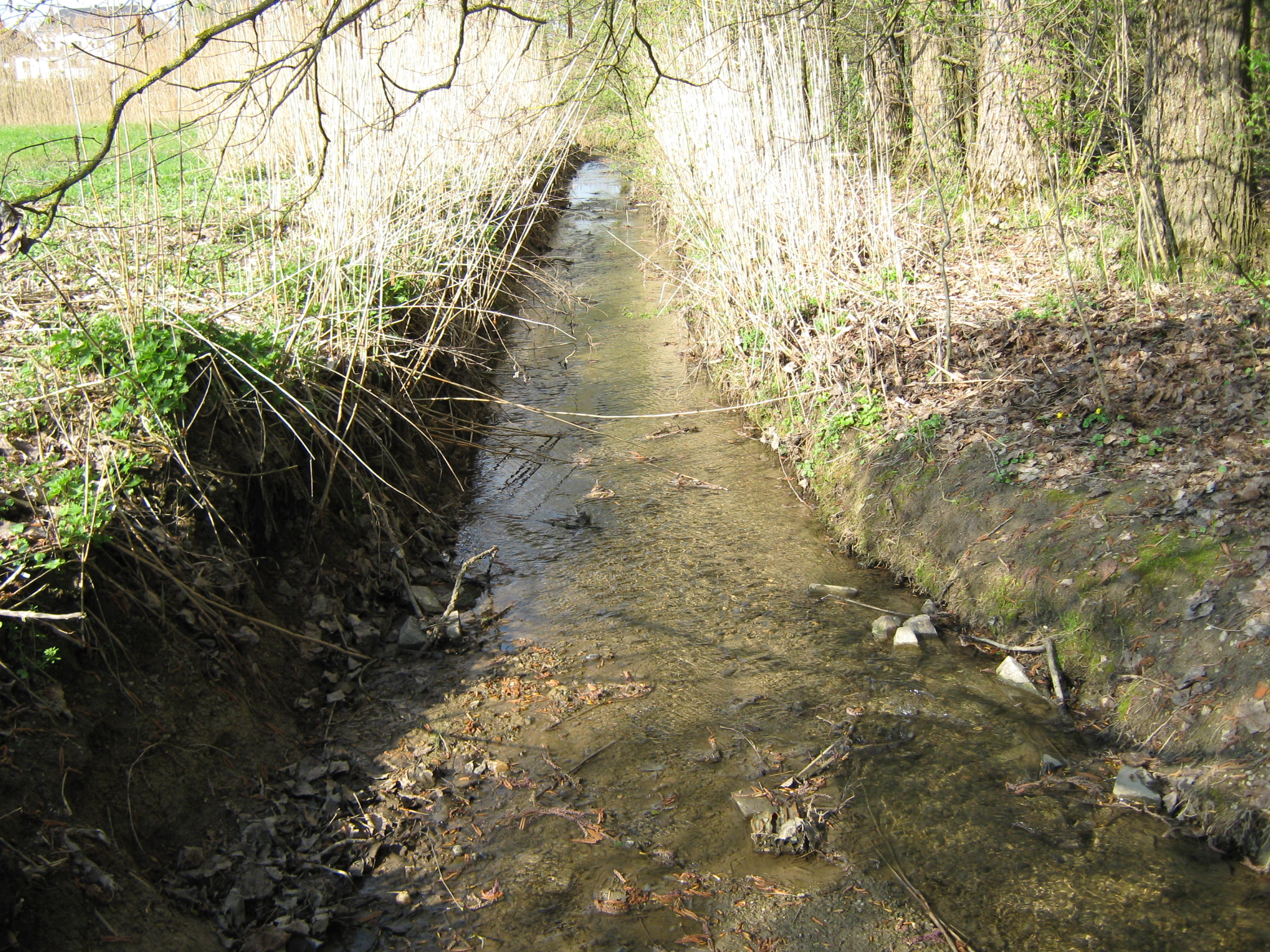

艾特拉赫河（德語：Aiterach），是德國的河流，位於該國東南部，由巴伐利亞負責管轄，屬於多瑙河的右支流，河道全長39公里，流域面積166平方公里。